# El mal no existeix (pel·lícula de 2023)
El mal no existeix (japonès: 悪は存在しない, hepburn: Aku wa Sonzai Shinai) és una pel·lícula japonesa de 2023 de drama escrita i dirigida. per Ryusuke Hamaguchi. La pel·lícula va ser seleccionada per competir pel Lleó d'Or a la 80a Mostra Internacional de Cinema de Venècia, on va guanyar el Gran Premi del Jurat i el Premi FIPRESCI de la Federació Internacional de la Premsa Cinematogràfica. Va ser guardonada com a millor pel·lícula al BFI London Film Festival de 2023. S'ha subtitulat al català.

## Argument
En les profunditats del bosc del petit poble rural de Harasawa, el progenitor solter Takumi viu amb la seva filla petita, Hana, i s'ocupa de les feines ocasionals per als locals, tallant llenya i transportant aigua de pou. La serenitat aclaparadora d'aquesta terra verge de muntanyes i llacs, on els cérvols deambulen en llibertat, està a punt de ser interrompuda per l'arribada imminent de l'empresa de Tòquio Playmode, que està preparada per començar la construcció d'un lloc de glàmping per a turistes de la ciutat, un pla que Takumi i els seus veïns descobreixen, que tindrà conseqüències nefastes per a la salut ecològica i la neteja de la seva comunitat.

## Repartiment
- Hitoshi Omika: Takumi[5]
- Ryo Nishikawa: Hana[5]
- Ryuji Kosaka: Takahashi[5]
- Ayaka Shibutani: Mayuzumi[5]
- Hazuki Kikuchi[1]
- Hiroyuki Miura[1]

## Producció
Hamaguchi va començar a treballar en la pel·lícula el gener de 2023, amb la intenció que fos un curtmetratge de 30 minuts acompanyat d'una partitura en directe composta per Eiko Ishibashi, la producció es va acabar allargant a mesura que avançava el rodatge i Hamaguchi va decidir convertir-lo en un llargmetratge amb diàlegs.
El juliol de 2023, es va anunciar que Hamaguchi tenia programades dues pel·lícules noves per a l'estrena mundial a la temporada de festivals de tardor: Evil Does Not Exist i Gift; sent aquesta última la versió originalment pensada sense diàleg amb la partitura en directe d'Ishibashi i que tindrà la seva estrena mundial al Film Fest Ghent de Bèlgica l'octubre de 2023.

## Estrena
El mal no existeix va ser seleccionada per competir pel Lleó d'Or a la 80a Mostra Internacional de Cinema de Venècia, i allà es va estrenar mundialment el 4 de setembre de 2023. Després de les projeccions al Festival Internacional de Cinema de Toronto 2023 i Festival de Cinema de Nova York 2023.
També va ser convidat al 28è Festival Internacional de Cinema de Busan a la secció "Icona" i es va projectar el 7 d'octubre de 2023.

## Recepció

### Resposta crítica
Al lloc web de l'agregador de ressenyes Rotten Tomatoes, el 92% de les crítiques de 49 crítiques són positives, amb una valoració mitjana de 7,4/10. El consens del lloc web diu: «El mal no existeix es troba a les línies de batalla entre la civilització moderna i el món natural, oferint una perspectiva tan tranquil·lament mesurada com fascinant». Metacritic, que utilitza una mitjana ponderada, va assignar a la pel·lícula una puntuació de 78 sobre 100, basada en 15 crítics, indicant crítiques "generalment favorables".

### Premis i nominacions
| Premi                                             | Data de cerimònia      | Categoria                                        | Receptor(s)        | Resultat  | Ref.          |
| ------------------------------------------------- | ---------------------- | ------------------------------------------------ | ------------------ | --------- | ------------- |
| Festival Internacional de Cinema de Venècia       | 9 de setembre de 2023  | Lleó d'Or                                        | Ryusuke Hamaguchi  | Nominat   | [ 14 ]        |
| Festival Internacional de Cinema de Venècia       | 9 de setembre de 2023  | Gran Premi del Jurat                             | Ryusuke Hamaguchi  | Guanyador | [ 15 ]        |
| Festival Internacional de Cinema de Venècia       | 9 de setembre de 2023  | Premio CinemaSarà – Menció especial              | Ryusuke Hamaguchi  | Guanyador | [ 16 ]        |
| Festival Internacional de Cinema de Venècia       | 9 de setembre de 2023  | Premi Edipo Re – Premi Ca'Foscari del Jurat Jove | Ryusuke Hamaguchi  | Guanyador | [ 16 ]        |
| Festival Internacional de Cinema de Venècia       | 9 de setembre de 2023  | Premio Fondazione Fai Persona Lavoro Ambiente    | Ryusuke Hamaguchi  | Guanyador | [ 16 ]        |
| Festival Internacional de Cinema de Venècia       | 9 de setembre de 2023  | Premi FIPRESCI                                   | Ryusuke Hamaguchi  | Guanyador | [ 16 ]        |
| Festival Internacional de Cinema de Sant Sebastià | 30 de setembre de 2023 | Premi Lurra - Greenpeace                         | El mal no existeix | Guanyador | [ 17 ]        |
| BFI London Film Festival                          | 15 d’octubre 2023      | Best Film                                        | El mal no existeix | Guanyador | [ 2 ]         |
| Festival Internacional de Cinema de Chicago       | 22 d’octubre 2023      | Gold Hugo                                        | El mal no existeix | Nominat   | [ 18 ]        |
| Festival de Cinema de Montclair                   | 29 d’octubre 2023      | Pel·lícula de ficció                             | El mal no existeix | Nominat   | [ 19 ]        |
| Asia Pacific Screen Awards                        | 3 de novembre de 2023  | Millor pel·lícula                                | El mal no existeix | Nominat   | [ 20 ] [ 21 ] |
| Asia Pacific Screen Awards                        | 3 de novembre de 2023  | Gran Premi del Jurat                             | El mal no existeix | Guanyador | [ 20 ] [ 21 ] |
| Asia Pacific Screen Awards                        | 3 de novembre de 2023  | Millor director                                  | Ryusuke Hamaguchi  | Nominat   | [ 20 ] [ 21 ] |
| Asia Pacific Screen Awards                        | 3 de novembre de 2023  | Millor guií                                      | Ryusuke Hamaguchi  | Nominat   | [ 20 ] [ 21 ] |
| Asia Pacific Screen Awards                        | 3 de novembre de 2023  | Millor fotografia                                | Yoshio Kitagawa    | Nominat   | [ 20 ] [ 21 ] |
| Festival Internacional de Cinema de Kerala        | 15 de desembre de 2023 | Suvarna Chakoram a la millor pel·lícula          | El mal no existeix | Guanyador | [ 22 ]        |
| XI Asian Film Festival Barcelona                  | 5 de novembre de 2023  | Premi a la millor pel·lícula - Secció oficial    | El mal no existeix | Guanyador | [ 23 ]        |